# Filmmusiktage Sachsen-Anhalt

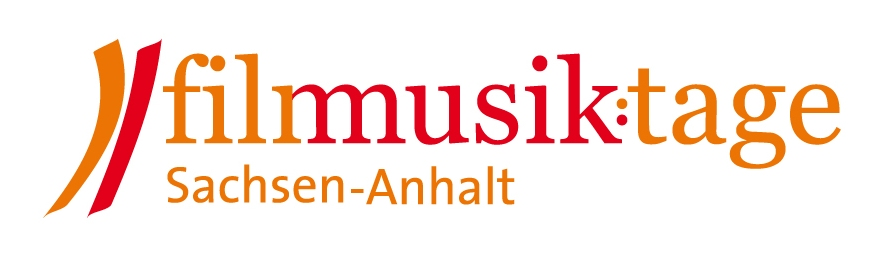
Logo der Filmmusiktage Sachsen-Anhalt

Die Filmmusiktage Sachsen-Anhalt finden seit 2008 einmal im Jahr in Halle (Saale) statt. Sie bestehen aus einem Fachkongress für Musik und Ton, primär im Film, aber auch in anderen Medien (z. B. Computerspielen) und einem öffentlichen Konzert, bei dem Filmmusik rund 700 Gästen in präsentiert wird. Seit 2010 zeichnet der Mitteldeutsche Rundfunk das Konzert auf und überträgt es zeitversetzt auf MDR Figaro. 2022 fanden die Filmmusiktage im Jubiläumsjahr zum fünfzehnten Mal statt, wie immer richtete sich die Veranstaltung sowohl an Fachbesucher aus Wissenschaft und Praxis als auch an ein film- und musikinteressiertes Publikum. Die Filmmusiktage Sachsen-Anhalt sind eine Veranstaltung des International Academy of Media and Arts e. V. in Zusammenarbeit mit dem Land Sachsen-Anhalt.

## Programm
Die Veranstaltung hat jedes Jahr einem anderen Themenschwerpunkt. Zu dem zweitägigen Fachkongress werden ausgehend vom jeweiligen Thema Vertreter aus der Praxis, Filmkomponisten, Filmregisseure, Filmproduzenten, Redakteure, Sounddesigner, Tonmeister, Geräuschemacher etc. eingeladen, sowie Film- und Musikwissenschaftler, die sich mit Filmmusik auseinandersetzen. Es werden ganze Filme vorgestellt und Werkstattgespräche mit Komponisten, Regisseuren und Produzenten geführt.
Im Anschluss an den Kongress wird beim Galakonzert von der Staatskapelle Halle mit Bernd Ruf als Dirigent ein Programm aufgeführt, das sich am Motto der Veranstaltung orientiert, wobei in jedem Jahr andere Solisten auftreten, z. B. der libanesische Violinist Claude Chalhoub, die Schauspielerin Eva Mattes (Tatort), die portugiesische Fado-Sängerin Mísia oder DJ und Produzent Mousse T. Im Jahr 2015 konnte der Filmkomponist Jeff Beal (u. a. bekannt für die Musik zu Monk, Pollock, House of Cards) begrüßt werden, der in der Woche der 8. Filmmusiktage Sachsen-Anhalt bei der Verleihung des Deutschen Filmmusikpreises in der Kategorie International ausgezeichnet wurde. 2016 waren internationale Komponisten wie Oscar-Preisträger Stephen Warbeck (u. a. Shakespeare in Love, Corellis Mandoline) und Éric Serra (u. a. Léon – Der Profi, Das fünfte Element) zu Gast. Zum 10-jährigen Jubiläum durften sich die Filmmusiktage über Gäste wie Trevor Jones (u. a. Der letzte Mohikaner, Der dunkle Kristall) und Harold Faltermeyer (u. a. Top Gun, Beverly Hills Cop) freuen. Sie wurden in den Kategorien International und Ehrenpreis National mit dem Deutschen Filmmusikpreis ausgezeichnet. 2021 fand das Galakonzert mit dem Schwerpunkt „Wie klingt Europa?“ statt und brachte Filmmusik-Liebende sowie -Künstler aus Europa zusammen.
Darüber hinaus dient das Konzert als Bühne für deutsche Erstaufführungen, z. B. 2010 Guillaume Connessons Aleph sowie Weltpremieren wie 2010 ZwischenTräume, ein Monodrama von Elke Heidenreich und Marc-Aurel Floros oder 2012 die Konzertsuite zum Kinofilm Jesus liebt mich. Außerdem kommen beim Konzert in Vergessenheit geratene, historische Instrumente zum Einsatz, z. B. das Trautonium, ein Vorläufer des Synthesizers.
Hinzugekommen ist ein umfangreiches Rahmenprogramm, in dem eine Filmretrospektive, eine Masterclass für Nachwuchskomponisten sowie jährlich wechselnde Workshops und Konzertveranstaltungen enthalten sind.

### Die Masterclass – Orchestration
Die Masterclass – Orchestration (ehemals „Das Orchester“) wurde 2013 als eine Programmerweiterung der Filmmusiktage Sachsen-Anhalt ins Leben gerufen.
Die interdisziplinäre Masterclass ermöglicht Nachwuchskomponisten die Arbeit mit einem Orchester. Sie ist für Studierende, Absolventen und Interessierte aus dem Bereich Filmmusik-Komposition konzipiert.
Das dreitägige Programm der Masterclass – Orchestration beinhaltet eine Einführung in die Arbeit mit einem Orchester und eine intensive Auseinandersetzung mit dem Thema Orchestration und Tontechnik. Anschließend erfolgt die praktische Arbeit mit der Staatskapelle Halle. In der Aufnahme-Session bekommen die Teilnehmer Einblick in aufnahmetechnische Varianten und Möglichkeiten bei der Einspielung ihrer eigenen Filmmusik. Zum Abschluss der Masterclass erhält jeder Teilnehmer seine von der Staatskapelle Halle eingespielte Filmkomposition auf CD. 2021 erarbeiteten sie einen eigenen Soundtrack zu einem Ausschnitt aus Terra X – F wie Fälschung (2014, Regie: Nina Koshofer, Meike Hemschemeier).
Folgende Dozenten betreuten in den letzten Jahren die Masterclass:
- Bernd Ruf (Dirigent)
- Benjamin Köthe (Leiter der Abteilung Popularmusik der Hochschule für Musik und Theater Rostock, Orchestrator, Komponist)
- Georg Maas (Professor für Musikpädagogik am Institut für Musik, Medien- und Sprechwissenschaften der Martin-Luther-Universität Halle-Wittenberg)
- Holger Busse (Gründungsmitglied und Geschäftsführer des unabhängigen Tonmeister Labels und Klassik-Tonstudios GENUIN)
- Markus Steffen (künstlerischer Leiter der Filmmusiktage Sachsen-Anhalt, Musikproduzent für die NFP musicas*)

Zu den siebten Filmmusiktagen Sachsen-Anhalt 2014 fand zum ersten Mal auch eine Kooperation mit der Friedrich-Wilhelm-Murnau-Stiftung Wiesbaden statt. Die Teilnehmer der Masterclass vertonten eine Filmsequenz aus dem Stummfilmklassiker Tabu. 2015 vertonten sie einen Ausschnitt des Films Der müde Tod von Fritz Lang, 2016 Die Apachen von Paris von Nikolai Malikoff.

## Referenten Filmmusiktage Sachsen-Anhalt 2008–2023
Zahlreiche bekannte Referenten aus der Filmpraxis und der Film- und Musikwissenschaft waren bereits bei den Filmmusiktagen zu Gast:

### Filmkomponisten
Freya Arde, Christine Aufderhaar, Marcel Barsotti, Kyan Bayani, Jeff Beal, Michael Beckmann, Christian Brandauer, Klaus Doldinger, Patrick Doyle, Martina Eisenreich, Karim Sebastian Elias, Jannos Eolou, Laurent Eyquem, Ludovico Failla, Harold Faltermeyer, Günther Fischer, Annette Focks, Ingo Ludwig Frenzel, Michael Gajare, John Groves, Biber Gullatz, Johannes K. Hildebrandt, Robin Hoffmann, Matthias Hornschuh, Trevor Jones, Christoph M. Kaiser, Levente Kovács, Philipp F. Kölmel, Fabian Kratzer, Anselm C. Kreuzer, Anna Kühlein, Philipp E. Kümpel, Julian Maas, Micki Meuser, Andreas Moisa, Fritz Myers, John Ottman, Rachel Portman, Tina Pepper, David Reichelt, Nic Raine (Dirigent, Arrangeur, Komponist), Niki Reiser, Johannes Repka, Ulrich Reuter, Jochen Schmidt-Hambrock, Enjott Schneider, Mario Schneider, Éric Serra, Stephen Warbeck, Ralf Wengenmayr, Martin Todsharow, Masaru Yokoyama.

### Regisseure
- Miguel Alexandre (Die Patin – Kein Weg zurück, Der Mann mit dem Fagott, Tatort: Die Wahrheit stirbt zuerst)
- Jo Baier (Der Laden, Stauffenberg, Henri 4)
- Wolfgang Becker (Kinderspiele, Das Leben ist eine Baustelle, Good Bye, Lenin!)
- Michael Chauvistré
- Lutz Dammbeck (Das Netz)
- Pepe Danquart (Höllentour, Joschka und Herr Fischer, Lauf Junge lauf)
- Peter Greenaway (Der Koch, der Dieb, seine Frau und ihr Liebhaber, Prosperos Bücher, Die Bettlektüre)
- Hermine Huntgeburth (Bibi Blocksberg, Die weisse Massai, Tom Sawyer)
- Georg Maas (NeuFundLand, Zwei Leben)
- Colm McCarthy (Die Tudors, Spooks – Im Visier des MI5, Outcast)
- Lars Montag (Träume sind wie wilde Tiger, How to Sell Drugs Online (Fast))
- Irina Popow (Die kleine Meerjungfrau, Verbotene Liebe)
- Axel Ranisch (Ich fühl mich Disco, Alki Alki, Tatort: Babbeldasch)
- Philipp Stölzl ( Nordwand, Goethe!,  Der Medicus)
- Tizian Stromp Zargari
- Sönke Wortmann (Das Wunder von Bern, Deutschland. Ein Sommermärchen, Die Päpstin)

### Wissenschaftler
- Wolfgang Auhagen (Prof. em. für Systematische Musikwissenschaft, Martin-Luther-Universität Halle-Wittenberg)
- Werner C. Barg (Filmproduzent, Filmwissenschaftler, Vertretungsprofessor für Audiovisuelle Medien am Department für Medien und Kommunikation der Martin-Luther-Universität Halle-Wittenberg)
- Hans Beller (Dozent an mehreren Film- und Kunsthochschulen sowie Autor und Regisseur)
- Claudia Bullerjahn (Musikwissenschaftlerin an der Universität Gießen mit Schwerpunkt Musik in Medien und ihre Wirkung)
- Michel Chion (frz. Komponist experimenteller Musik, Regisseur, Wissenschaftler und Buchautor)
- Loïc Collignon (belgischer Musiker (Keyboard), Tondesigner/-mischer sowie Elektronikingenieur)
- Daniel Mark Eberhard (Professor für Musikpädagogik und Musikdidaktik an der Katholischen Universität Eichstätt-Ingolstadt)
- Mechtild Fuchs (Professorin für Musikwissenschaft/Musikpädagogik an der Pädagogischen Hochschule Freiburg)
- Franziska Heller (Professorin Medienwissenschaft (Medien und digitale Kulturen) an der Martin-Luther-Universität Halle-Wittenberg)
- Peter Imort (Professor für Musikwissenschaft und Musikpädagogik, Pädagogische Hochschule Ludwigsburg)
- Jörg Udo Lensing (Professor für Tongestaltung/Sound-Design Fachhochschule Dortmund, Komponist (Das Netz) und Theaterregisseur)
- Georg Maas (seit Beginn zuständig für die wissenschaftlichen Inhalte des Kongresses, em. Professor für Musikpädagogik an der Martin-Luther-Universität Halle-Wittenberg u. a. mit Arbeitsschwerpunkt Film und Musik)
- Jens Marggraf (Komponist, Prof. für Musiktheorie/Tonsatz, Martin-Luther-Universität Halle-Wittenberg)
- Tomi Mäkelä (finnischer Musikwissenschaftler, Professor an der Martin-Luther-Universität Halle-Wittenberg)
- Peter Moormann (Professor für Musik in den Medien / Musikjournalismus, Technische Universität Dortmund)
- Robert Rabenalt (Professor für Musiktheorie, Hochschule für Musik Carl Maria von Weber Dresden, Hochschule für Film und Fernsehen „Konrad Wolf“)
- Erik Redling (Professor für Amerikanische Literatur- und Kulturwissenschaft an der Martin-Luther-Universität Halle-Wittenberg)
- Eva Rieger (Musikwissenschaftlerin, u. a. im Bereich Filmmusik und „Frau und Musik“ sowie Richard Wagner Expertin)
- Albrecht Riethmüller (Professor am Seminar für Musikwissenschaft der Freien Universität Berlin)
- Hans-Christian Schmidt-Banse (Musikwissenschaftler an der Universität Osnabrück mit den Schwerpunkten Filmmusik, Musikfilm, Neue Musik, Oper, Operette, Musical)
- Willem Strank (Mitarbeiter am Institut für Neuere Deutsche Literatur und Medien an der Christian-Albrechts-Universität zu Kiel)
- Susanne Vollberg (Professorin am Institut für Musik, Medien- und Sprechwissenschaften der Martin-Luther-Universität Halle-Wittenberg)
- Kristin Wardetzky (Professorin für Theaterpädagogik an der Universität der Künste Berlin)
- Hans J. Wulff (Prof. em. für Medienwissenschaft an der Christian-Albrechts-Universität Kiel. Film- und Fernsehwissenschaftler)

### Sonstige
- Hubert Bartholomae (Sounddesigner, Mischtonmeister, u. a. Fack ju Göhte 2, Türkisch für Anfänger, Anonymus)
- Andrew Bird (Filmeditor, u. a. Gegen die Wand, Auf der anderen Seite, Soul Kitchen)
- Stefan Broedner (Music Supervisor, Music Consultant, u. a. Der Medicus, Unsere Mütter, unsere Väter)
- Philipp Budweg (Filmproduzent, u. a. Rubinrot, Wintertochter)
- Sigrid Faltin (Historikerin und Fernsehjournalistin)
- Uwe Golz (Journalist/Autor)
- Dieter Hebben (Geräuschemacher, u. a. Die Deutschen, Auf Herz und Nieren, Sushi in Suhl)
- Elke Heidenreich (u. a. Schriftstellerin, Literaturkritikerin, und Opern-Librettistin)
- Ingelore König (Filmproduzentin, Autorin, u. a. Die goldene Gans, Die kleine Meerjungfrau)
- Hansjörg Kohli (Musikredakteur beim ZDF, Filmmusikdramaturg, Komponist)
- Stephan Konken (Mischtonmeister, u. a. Keine Lieder über Liebe, Der Mongole, Tannöd)
- Manuel Laval (Sounddesigner, u. a. The Rainbowmaker, Outcast, StreetDance 3D)
- Olaf Mehl (Tonmeister, u. a. Die Gustloff, Boxhagener Platz, Der Preis)
- Sebastian Mönch (Senior Product Specialist International bei Steinberg Media Technologies)
- Dagmar Rosenbauer (Film- und Fernsehproduzentin, u. a. Parlament)
- Ralph Schwingel (Filmproduzent, u. a. Gegen die Wand, Emmas Glück, 12 Meter ohne Kopf)
- Christa Streiber (Produzentin, Redakteurin, u. a. Die kleine Meerjungfrau, Schloss Einstein)
- Alexander Thies (u. a. Vorstandsvorsitzender Allianz Deutscher Produzenten – Film & Fernsehen, Vorstandsvorsitzender International Academy of Media and Arts e.V.)

## Künstler Filmmusiktage Sachsen-Anhalt 2008–2023
- Constance Amiot (Musikerin)
- Christian Brandauer (Komponist)
- Claude Chalhoub (Musiker)
- Guillaume Connesson (Komponist)
- Franz Danksagmüller (Organist, Komponist)
- Irit Dekel & Eldad Zitrin (Sänger und Musiker)
- Peter Ehlert (Musiker)
- Richard Filz (Body-Percussionist)
- Marc-Aurel Floros (Pianist, Komponist)
- Elke Heidenreich (Schriftstellerin, Moderatorin, Journalistin)
- Peter Hinderthür (Musiker, Produzent, Komponist)
- Raúl Jaurena (Bandoneon)
- Benjamin Köthe (Komponist, Arrangeur, Pianist)
- Juliana Kohl (Saxophonistin)
- Rolf Kühn (Jazzklarinettist)
- Marga Mitchell (Sängerin)
- Eva Mattes (Schauspielerin, Sängerin)
- Mísia (Sängerin)
- Wolfgang Müller
- Bernd Ruf (Dirigent, Klarinettist)
- Anke Sieloff (Sängerin)
- Julie Silvera (Sängerin)
- Staatskapelle Halle
- Mousse T. (Produzent, DJ)
- N’gone Thiam
- Viktoria Tolstoy (Jazzsängerin)
- Judy Winter (Sängerin, Schauspielerin)